# وایسمیس
وایسمیس (به لاتین: Weissmies) یک کوه در سوئیس است که در کانتون وله واقع شده‌است. وایسمیس ۴٬۰۱۷ متر بالاتر از سطح دریا واقع شده‌است.